# Carolina Indriago
Lucbel Carolina Indriago Pinto (Valencia, Estado Carabobo; 22 de agosto de 1980) es una presentadora de televisión, modelo, exdeportista y exreina de belleza venezolana, ganadora del concurso Miss Venezuela en 1998.

## Biografía
Siendo la primera Miss Venezuela negra Indriago representó a su país en el certamen Miss Universo 1999 en Chaguaramas (Trinidad y Tobago), el 26 de mayo de 1999, donde ocupa la cuarta posición.
Antes de participar en el Miss Venezuela, practicaba los deportes, en especial, la esgrima, disciplina en la que había representado a Venezuela en unos Juegos Panamericanos. 
Participó en 2007 en el reality de Venevisión, "Bailando con las reinas". En 2009 Carolina se ha desempeñado como animadora de espacios de "Portada's" que transmite Venevisión, junto con Mariángel Ruiz y Leonardo Villalobos. Carolina entró en sustitución de Chiquinquirá Delgado. En 2011 se desempeñó en "Portada's" juntos a sus compañeros Mariela Celis y Rafael "El Pollo" Brito
Al cabo del despido Kerly Ruiz de Televen, pasa a Venevisión para pertenecer a un pequeño segmento llamado "Tacata", donde la cual entra luego como presentadora del magazine, sustituyendo la salida de Carolina Indriago en 2013.
También fue la animadora de la "Presentación Oficial a la Prensa de las candidatas al Miss Venezuela 2012". Además de ser conductora del programa "Más allá de la belleza" por Venevisión Plus desde 2007 hasta 2012.
Sin embargo, Carolina Indriago es y seguirá siendo una referencia en la animación, marcando una diferencia de elegancia y naturalidad sin apartar la humanidad que la caracteriza. Actualmente continúa trabajando y a inicios del 2014 salió al aire un comercial de una marca conocida (Nestle) en la que ella hacía figura.
Actualmente trabaja como modelo y animadora de varios eventos a nivel nacional.

## Vida personal
En diciembre de 2004, contrajo matrimonio con el empresario Ricardo Lizardo Pineda, en su Venezuela natal. La pareja actualmente está divorciada. En septiembre de 2017 confirmó que iba a tener un hijo.